# Maserati V8RI
Maserati V8RI är en tävlingsbil, tillverkad av den italienska biltillverkaren Maserati mellan 1935 och 1936.

## Bakgrund
I mitten av trettiotalet mötte de italienska tillverkarna övermäktigt motstånd från de statsunderstödda tyska Silverpilarna. Maserati tog därför fram en större ersättare till den sexcylindriga 6C/34.

## Utveckling
Den nya V8RI bröt med alla tidigare Maserati-traditioner. Bilen fick en åttacylindrig V-motor och chassit fick individuell hjulupphängning runt om. Problem med väghållningen gjorde att man gick tillbaka till stel bakaxel 1936.
Till säsongen 1938 infördes en ny formel för Grand Prix racing som gjorde V8RI omodern och bilen ersattes av 8CTF.

## Tekniska data
| Tekniska data           | V8RI                                                            |
| ----------------------- | --------------------------------------------------------------- |
| Motor:                  | Frontmonterad 90° 8-cylindrig V-motor                           |
| Cylindervolym:          | 4788 cm³                                                        |
| Borrning x slaglängd:   | 84 x 108 mm                                                     |
| Max effekt vid varvtal: | 320 hk vid 5 300 v/min                                          |
| Ventilstyrning:         | 1 överliggande kamaxel per cylinderrad, 2 ventiler per cylinder |
| Kompression:            | 5,0:1                                                           |
| Förgasare:              | Dubbla Weber 55                                                 |
| Överladdning:           | Roots-kompressor                                                |
| Växellåda:              | 4-växlad manuell, transaxel                                     |
| Hjulupphängning fram:   | Dubbla tvärlänkar, torsionsfjädrar                              |
| Hjulupphängning bak:    | Pendelaxel, bladfjädrar                                         |
| Bromsar:                | Hydrauliska trumbromsar                                         |
| Chassi & kaross:        | Lådbalksram med aluminiumkaross                                 |
| Hjulbas:                | 256 cm                                                          |
| Torrvikt:               | 750 kg                                                          |
| Toppfart:               | 280 km/h                                                        |

## Tävlingsresultat
Trots en lovande konstruktion kunde bilen inte rå på sina tyska konkurrenter. Den enda betydande vinsten kom i Paus Grand Prix 1936 med Philippe Étancelin.